# Saison 2019 de la Major League Rugby
Navigation
2018 2020
La Major League Rugby 2019 est la 2e édition de la compétition qui se déroule du 26 janvier au 16 juin 2019. Elle oppose 9 équipes représentatives des États-Unis.

## Format
La saison régulière est passée de dix semaines en 2018 à dix-neuf semaines pour 2019, chaque équipe disputant 16 matches.

## Les 9 franchises participantes

### Carte
| \| Houston Austin San Diego Seattle Utah Nlle-Orléans Glendale Toronto New York \| Localisation des clubs de la Major League Rugby 2019 |
| Houston Austin San Diego Seattle Utah Nlle-Orléans Glendale Toronto New York                                                            |

### Stades
| Équipe                      | Ville                           | Stade                   |
| --------------------------- | ------------------------------- | ----------------------- |
| Elite d'Austin              | Austin (Texas)                  | Round Rock MPC          |
| Raptors de Glendale         | Glendale (Colorado)             | Infinity Park           |
| Sabercats de Houston        | Houston (Texas)                 | Dyer Stadium            |
| Gold de La Nouvelle-Orléans | La Nouvelle-Orléans (Louisiane) | Eagle Athletic Facility |
| Rugby United New York       | New York (New York)             | MCU Park                |
| Legion de San Diego         | San Diego (Californie)          | Torero Stadium          |
| Seawolves de Seattle        | Seattle (Washington)            | Starfire Sports         |
| Arrows de Toronto           | Toronto (Ontario)               | Alumni Field            |
| Warriors de l'Utah          | Salt Lake City (Utah)           | Zions Bank Stadium      |

## Résumé des résultats

### Classement de la phase régulière
| Rang | Club                        | J  | V  | N | D  | Bo | Bd | Pm  | Pe  | Diff | Pts |
| ---- | --------------------------- | -- | -- | - | -- | -- | -- | --- | --- | ---- | --- |
| 1    | Legion de San Diego         | 16 | 12 | 1 | 3  | 8  | 3  | 457 | 296 | +161 | 61  |
| 2    | Seawolves de Seattle        | 16 | 11 | 1 | 4  | 10 | 2  | 498 | 407 | +91  | 58  |
| 3    | Arrows de Toronto           | 16 | 11 | 0 | 5  | 9  | 4  | 472 | 362 | +110 | 57  |
| 4    | Rugby United New York       | 16 | 11 | 0 | 5  | 7  | 3  | 411 | 320 | +91  | 54  |
| 5    | Gold de La Nouvelle-Orléans | 16 | 11 | 0 | 5  | 11 | 6  | 463 | 403 | +60  | 61  |
| 6    | Raptors de Glendale         | 16 | 7  | 2 | 7  | 10 | 1  | 456 | 463 | -7   | 43  |
| 7    | Sabercats de Houston        | 16 | 6  | 0 | 10 | 5  | 1  | 343 | 496 | -153 | 30  |
| 8    | Warriors de l'Utah          | 16 | 2  | 2 | 12 | 4  | 5  | 381 | 517 | -136 | 21  |
| 9    | Elite d'Austin              | 16 | 0  | 0 | 16 | 2  | 3  | 263 | 482 | -219 | 5   |

|  | Qualifiés pour les demi-finales. |

Attribution des points : victoire : 4, match nul : 2, défaite : 0, forfait : -2 ; plus les bonus (offensif : 4 essais marqués ; défensif : défaite par 7 points d'écart maximum).

### Résultats
L'équipe qui reçoit est indiquée dans la colonne de gauche.		
| Clubs                       | AUS   | GLE   | HOU   | NO    | NY    | SD    | SEA   | TOR   | UTA   |
| --------------------------- | ----- | ----- | ----- | ----- | ----- | ----- | ----- | ----- | ----- |
| Elite d'Austin              |       | 13-24 | 20-21 | 14-26 | 11-19 | 17-45 | 17-29 | 19-23 | 9-17  |
| Raptors de Glendale         | 38-19 |       | 52-44 | 34-33 | 20-16 | 28-28 | 36-53 | 22-0  | 62-22 |
| Sabercats de Houston        | 36-15 | 32-17 |       | 11-49 | 8-35  | 19-40 | 10-52 | 27-44 | 29-27 |
| Gold de La Nouvelle-Orléans | 35-31 | 40-31 | 20-27 |       | 24-27 | 19-26 | 41-31 | 36-31 | 28-19 |
| Rugby United New York       | 27-7  | 31-19 | 21-0  | 24-22 |       | 31-38 | 19-29 | 24-21 | 24-22 |
| Legion de San Diego         | 45-15 | 46-15 | 17-13 | 22-10 | 23-25 |       | 17-13 | 20-27 | 21-10 |
| Seawolves de Seattle        | 38-26 | 20-18 | 27-14 | 25-24 | 33-21 | 22-28 |       | 35-30 | 27-27 |
| Arrows de Toronto           | 24-13 | 40-12 | 35-21 | 31-35 | 22-20 | 23-19 | 29-7  |       | 28-21 |
| Warriors de l'Utah          | 35-19 | 26-26 | 27-31 | 19-21 | 21-47 | 21-31 | 36-48 | 31-64 |       |

|  | Victoire à domicile |  | Match nul |  | Défaite à domicile |

## Phase finale
Les quatre premiers de la phase régulière sont qualifiés pour les demi-finales. 
|  | Demi-finales              | Demi-finales         |                     |    | Finale       | Finale       |
|  | Demi-finales              | Demi-finales         |                     |    | Finale       | Finale       |
|  |                           |                      |                     |    |              |              |
|  | 9 juin 2019               | 9 juin 2019          |                     |    | 16 juin 2019 | 16 juin 2019 |
|  | 9 juin 2019               | 9 juin 2019          |                     |    | 16 juin 2019 | 16 juin 2019 |
|  | (1) Legion de San Diego   | 24                   |                     |    | 16 juin 2019 | 16 juin 2019 |
|  | (1) Legion de San Diego   | 24                   |                     |    | 16 juin 2019 | 16 juin 2019 |
|  | (4) Rugby United New York | 22                   |                     |    | 16 juin 2019 | 16 juin 2019 |
|  | (4) Rugby United New York | 22                   | Legion de San Diego | 23 |              |              |
|  | 9 juin 2019               |                      | Legion de San Diego | 23 |              |              |
|  |                           | Seawolves de Seattle | 26                  |    |              |              |
|  | (2) Seawolves de Seattle  | Seawolves de Seattle | 26                  | 30 |              |              |
|  | (2) Seawolves de Seattle  |                      |                     | 30 |              |              |
|  | (3) Arrows de Toronto     | 17                   |                     |    |              |              |
|  | (3) Arrows de Toronto     | 17                   |                     |    |              |              |

### Demi-finales
| 9 juin 2019 14 h | Legion de San Diego | 24 - 22 | Rugby United New York | Torero Stadium, San Diego 4 500 spectateurs Arbitre : Anthony Woodthorpe |
| 9 juin 2019 14 h | Essai(s) : 3 F.Pifeleti (en) (29e), Furno (41e), du Plessis (78e) Transformation(s) : 3 Pietersen (30e, 42e, 79e) Pénalité(s) : 1 Pietersen (37e) | Rapport | Essai(s) : 3 Ryan (en) (15e), Fawsitt (40e), Denise (59e) Transformation(s) : 2 Marsh (en) (16e, 60e) Pénalité(s) : 1 Marsh (45e) | Torero Stadium, San Diego 4 500 spectateurs Arbitre : Anthony Woodthorpe |
| 9 juin 2019 14 h | | Rapport | | Torero Stadium, San Diego 4 500 spectateurs Arbitre : Anthony Woodthorpe |

| 9 juin 2019 18 h | Seawolves de Seattle | 30 - 17 | Arrows de Toronto | Starfire Sports, Tukwila 3 270 spectateurs Arbitre : Scott Green |
| 9 juin 2019 18 h | Essai(s) : 3 Smith (en) (6e), Hassler (26e), de pénalité (68e) Transformation(s) : 3 Staller (en) (7e, 27e), de pénalité (68e) Pénalité(s) : 3 Staller (5e, 16e, 34e) | Rapport | Essai(s) : 2 Mieres (39e), Sheppart (en) (49e) Transformation(s) : 2 Malcolm (en) (40e, 50e) Pénalité(s) : 1 Malcolm (62e) Carton(s) jaune(s) : 1 Milazzo (68e) | Starfire Sports, Tukwila 3 270 spectateurs Arbitre : Scott Green |
| 9 juin 2019 18 h | | Rapport | | Starfire Sports, Tukwila 3 270 spectateurs Arbitre : Scott Green |

### Finale
| 16 juin 2019 13 h | Legion de San Diego | 23 - 26 (6 - 14) | Seawolves de Seattle | Torero Stadium, San Diego 6 000 spectateurs Arbitre : Scott Green |
| 16 juin 2019 13 h | Essai(s) : 2 Boyer (en) (52e), Manihera (en) (65e) Transformation(s) : 2 Pietersen (53e, 66e) Pénalité(s) : 2 Pietersen (6e, 21e) Drop(s) : 1 Pietersen (78e) | Rapport          | Essai(s) : 4 Coetzee (en) (22e), Smith (en) (32e), Hattingh (en) (71e), Tucker (en) (80e) Transformation(s) : 3 Staller (en) (23e, 33e, 80e) | Torero Stadium, San Diego 6 000 spectateurs Arbitre : Scott Green |
| 16 juin 2019 13 h | | Rapport          | | Torero Stadium, San Diego 6 000 spectateurs Arbitre : Scott Green |

|                  |    |                        |  |     |
|                  |    |                        |  |     |
|                  | 1  | Faka'osi Pifeleti (en) |  | 40e |
|                  | 2  | Kapeli Pifeleti        |  | 57e |
|                  | 3  | Paddy Ryan (en)        |  | 61e |
|                  | 4  | Louis Stanfill (en)    |  | 61e |
|                  | 5  | Joshua Furno           |  |     |
|                  | 6  | Jasa Veremalua         |  | 61e |
|                  | 7  | Psalm Wooching (en)    |  |     |
|                  | 8  | Jordan Manihera (en)   |  |     |
|                  | 9  | Nate Augspurger        |  |     |
|                  | 10 | Joe Pietersen          |  |     |
|                  | 11 | Nick Boyer (en)        |  |     |
|                  | 12 | JP du Plessis          |  |     |
|                  | 13 | Ryan Matyas (en)       |  |     |
|                  | 14 | Conor Kearns (en)      |  |     |
|                  | 15 | Tai Enosa (en)         |  | 42e |
| Remplacements:   |    |                        |  |     |
|                  | 16 | Dean Muir (en)         |  | 57e |
|                  | 17 | Nathan Sylvia (en)     |  | 40e |
|                  | 18 | Dino Waldren           |  | 61e |
|                  | 19 | Siaosi Mahoni          |  | 61e |
|                  | 20 | Pat Blair (en)         |  | 61e |
|                  | 21 | Kyle Rogers            |  |     |
|                  | 22 | Save Totovosau         |  |     |
|                  | 23 | Will Holder (en)       |  | 42e |
| Entraîneur:      |    |                        |  |     |
| Rob Hoadley (en) |    |                        |  |     |

|                |    |                        |  |     |
|                |    |                        |  |     |
|                | 1  | Djustice Sears-Duru    |  | 50e |
|                | 2  | Stephan Coetzee (en)   |  | 75e |
|                | 3  | Tim Metcher (en)       |  | 50e |
|                | 4  | Api Naikatini (en)     |  | 62e |
|                | 5  | Brad Tucker (en)       |  |     |
|                | 6  | Samu Manoa             |  | 53e |
|                | 7  | Nakai Penny (en)       |  | 62e |
|                | 8  | Riekert Hattingh (en)  |  |     |
|                | 9  | Juan-Philip Smith (en) |  |     |
|                | 10 | Ben Cima (en)          |  | 57e |
|                | 11 | Jeff Hassler           |  |     |
|                | 12 | Shalom Suniula (en)    |  |     |
|                | 13 | George Barton (en)     |  | 57e |
|                | 14 | Brock Staller (en)     |  |     |
|                | 15 | Mathew Turner (en)     |  |     |
| Remplacements: |    |                        |  |     |
|                | 16 | Daniel Trierweiler     |  | 75e |
|                | 17 | Kellen Gordon          |  | 50e |
|                | 18 | Jake Ilnicki           |  | 50e |
|                | 19 | Jeremy Lenaerts        |  | 62e |
|                | 20 | Eric Duechle           |  | 62e |
|                | 21 | Phil Mack (en)         |  | 57e |
|                | 22 | Roland Suniula (en)    |  | 57e |
|                | 23 | Vili Toluta'u (en)     |  | 53e |
| Entraîneur:    |    |                        |  |     |
| Richie Walker  |    |                        |  |     |

| Homme du match (MVP): Juan-Philip Smith (en) Arbitres: Scott Green Anthony Woodthorpe Elgan Williams Arbitre vidéo: Davey Ardrey |

## Récompenses individuelles
En fin de saison, la ligue a distribué plusieurs récompenses individuelles, et nommé ses deux équipes-types : 
- Joueur de l'année :  Brad Tucker (en)
- Avant de l'année :  Paddy Ryan (en)
- Arrière de l'année :  JP du Plessis
- Entraîneur de l'année :  Rob Hoadley (en)

| All-MLR First XV Titulaires JP Eloff (en) 15 John Ryberg 14 Tristan Blewett (en) 13 JP du Plessis 12 Connor Wallace-Sims (en) 11 Joe Pietersen 10 Nate Augspurger 9 Riekert Hattingh 8 Nakai Penny (en) 7 Brad Tucker (en) 6 Nate Brakeley 5 Mike Sheppard (en) 4 Paddy Ryan (en) 3 Dylan Fawsitt 2 Rob Brouwer (en) 1 |  |  |  | All-MLR Second XV Titulaires 15 Mathew Turner (en) 14 Brock Staller (en) 13 Ryan Matyas (en) 12 Shalom Suniula (en) 11 Dan Moor (en) 10 Sam Malcolm (en) 9 Mike Petri (en) 8 Cam Dolan 7 Matt Hughston 6 Lance Williams 5 Louis Stanfill (en) 4 Ben Mitchell (en) 3 Morgan Mitchell (en) 2 Eric Howard (en) 1 Franco van den Berg |